# 다이하이드로오로테이스
다이하이드로오로테이스(영어: dihydroorotase) (EC 3.5.2.3)는 피리미딘 생합성에서 카바모일 아스파르트산을 4,5-다이하이드로오로트산으로 전환시키는 효소이다. 카바모일아스파르트산 탈수효소(영어: carbamoylaspartic dehydrase), 다이하이드로오로트산 가수분해효소(영어: dihydroorotate hydrolase)라고도 한다. 이는 카바모일 인산 합성효소 및 아스파르트산 카바모일기전이효소와 함께 다기능 효소를 형성한다. 다이하이드로오로테이스는 아연 금속효소이다.

## 같이 보기
- 피리미딘 생합성